# Liste der Bodendenkmäler in Großwallstadt
Auf dieser Seite sind die Bodendenkmäler in der unterfränkischen Gemeinde Großwallstadt zusammengestellt. Diese Tabelle ist eine Teilliste der Liste der Bodendenkmäler in Bayern. Grundlage ist die Bayerische Denkmalliste, die auf Basis des Bayerischen Denkmalschutzgesetzes vom 1. Oktober 1973 erstmals erstellt wurde und seither durch das Bayerische Landesamt für Denkmalpflege geführt wird. Die folgenden Angaben ersetzen nicht die rechtsverbindliche Auskunft der Denkmalschutzbehörde.

## Bodendenkmäler in Großwallstadt
| Lage       | Objekt                                                                                       | Akten-Nr.     | Bild |
| ---------- | -------------------------------------------------------------------------------------------- | ------------- | ---- |
| (Standort) | Bestattungen der römischen Kaiserzeit.                                                       | D-6-6120-0039 |      |
| (Standort) | Bestattungen der römischen Kaiserzeit.                                                       | D-6-6120-0040 |      |
| (Standort) | Bestattungen der römischen Kaiserzeit.                                                       | D-6-6120-0041 |      |
| (Standort) | Wallanlage vor- und frühgeschichtlicher Zeitstellung.                                        | D-6-6120-0043 |      |
| (Standort) | Körpergräber des frühen Mittelalters.                                                        | D-6-6120-0044 |      |
| (Standort) | Körpergräber des frühen Mittelalters.                                                        | D-6-6120-0045 |      |
| (Standort) | Villa rustica der römischen Kaiserzeit.                                                      | D-6-6120-0047 |      |
| (Standort) | Siedlung der Linearbandkeramik, des Mittelneolithikums, der Bronzezeit sowie Villa rustica   | D-6-6120-0048 |      |
| (Standort) | Villa rustica der römischen Kaiserzeit.                                                      | D-6-6120-0049 |      |
| (Standort) | Siedlung der Bandkeramik sowie des jüngeren Neolithikums.                                    | D-6-6120-0097 |      |
| (Standort) | Archäologische Befunde des Mittelalters und der frühen Neuzeit                               | D-6-6120-0127 |      |
| (Standort) | Archäologische Befunde im Bereich der spätmittelalterlichen Ortsbefestigung                  | D-6-6120-0128 |      |
| (Standort) | Archäologische Befunde im Bereich der im Kern mittelalterlichen und frühneuzeitlichen Kirche | D-6-6120-0129 |      |